# SenseCam
SenseCam es una diminuta cámara que han desarrollado los laboratorios de investigación de Microsoft en Cambridge (Reino Unido) en 1999, que permite tomar registro de todas las actividades cotidianas, creando así una especie de diario digital consultable en todo momento.
Lyndsay Williams Archivado el 8 de junio de 2009 en Wayback Machine. inventó el concepto de SenseCam y construyó los primeros prototipos con la ayuda de James Srinivasan y Trevor Taylor. A medida que el proyecto ha crecido, un gran número de personas de Microsoft Research han participado en diversos aspectos de experimentación, evaluación y desarrollo del hardware y el software. Estos incluyen Emma Berry, Georgina Browne, Alex Butler, Rowanne Fleck, Andrew Fogg, Richard Harper, Steve Hodges, Shahram Izadi, Matt Lee, Mike Massimi, Narinder Kapur, Dave Randall, Alban Rrustemi, James Scott, Abigail Sellen, Smyth y Gavin Ken Wood.
Lyndsay Williams, líder del proyecto, presentó la SenseCam en el TechFest, un evento anual donde los desarrolladores que trabajan para Bill Gates presentan sus investigaciones más relevantes.

## Características generales

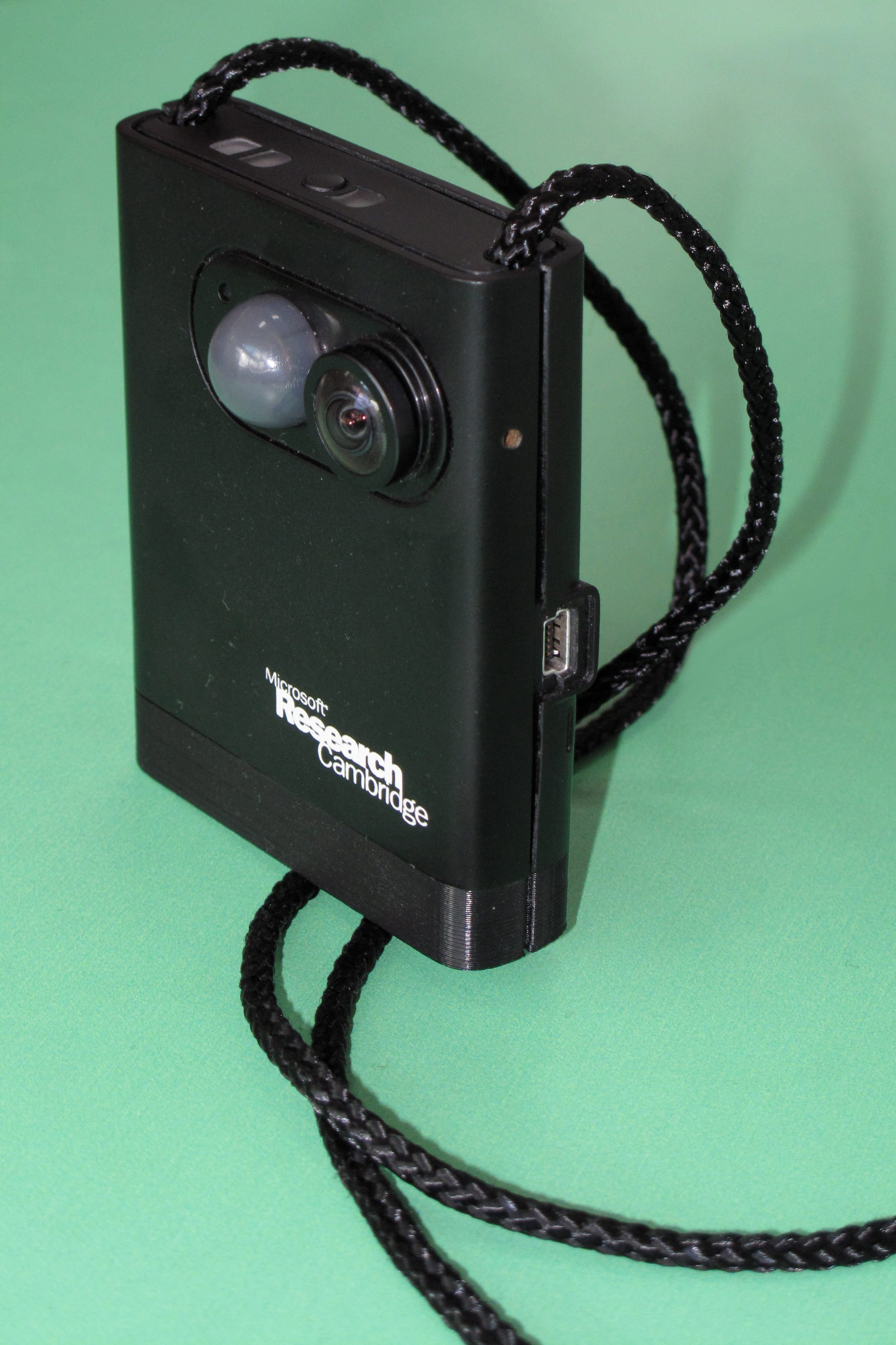
Una de las SenseCam desarrolladas por Microsoft en Cambridge.

SenseCam es una cámara digital muy cómoda de llevar y ha sido diseñada para tomar fotografías sin intervención del usuario. A diferencia de una cámara digital convencional, SenseCam no dispone de un visor o una pantalla que se puede utilizar para enmarcar fotos. En lugar de ello, está equipada con un gran angular (132 grados)(ojo de pez / fisheye ) lente que maximiza su campo de visión. Esto asegura que casi todo el campo de visión de una persona, pueda ser capturado por la cámara. Contiene una serie de sensores electrónicos. Estos incluyen sensores de la intensidad de la luz y para la intensidad de la luz del color, incluye también un sensor IR Archivado el 11 de octubre de 2007 en Wayback Machine. del calor corporal, un sensor de temperatura y un acelerómetro para estabilizar la imagen y reducir las fotos borrosas.

En la versión actual(v2.3), los usuarios suelen usar la cámara sobre una cuerda alrededor de su cuello, aunque también sería posible, mediante algún clip, colocarla exteriormente en el bolsillo, en el cinturón o sobre cualquier prenda de vestir. Hay varias ventajas de llevarla colgada del cuello mediante un cordón. En primer lugar, es razonablemente estable, ya que no tiende a moverse de izquierda a derecha cuando uno esta en movimiento. En segundo lugar, es relativamente cómoda de usar y fácil de poner y quitar. Y en tercer lugar, la posición donde se encuentra la cámara colgada del cuello es perfecta para poder tomar imágenes de personas que se encuentran en frente y en general se tiene un mejor punto de vista.

### ¿Cuántas imágenes hace la SenseCam?
SenseCam toma imágenes en resolución VGA (640x480 píxeles) y las almacena en formato JPG en la memoria flash interna. Por el momento tiene una capacidad de 1Gb, en la cual puede almacenar más de 30000 imágenes, que en la práctica corresponde a una o dos semanas registradas. Es capaz de tomar 150 fotografías en una hora, y más de 2000 en las 24 horas del día. Junto con las imágenes, SenseCam también almacena los datos recogidos por los sensores. Cuando el almacenamiento interno está lleno, las imágenes deben ser descargada a un PC.

### ¿Cuánto dura la batería?
La batería recargable de la SenseCam tiene un duración alrededor de unas 24 horas cuando se captura una imagen cada 30 segundos o menos. Se tarda aproximadamente 3 horas para recargar utilizando una conexión USB a un PC o un adaptador de red.

### ¿Cómo funcionan los sensores?
Los sensores se encuentran en el microprocesador de la cámara, y los cambios en las lecturas de los sensores son usados para activar automáticamente la cámara y hacer una captura.
Por ejemplo, un cambio significativo en el nivel de la luz, o la detección del calor del cuerpo delante de la cámara provoca que la cámara haga una fotografía. Alternativamente el usuario puede optar por configurar SenseCam para operar con un temporizador, por ejemplo toma de imágenes cada 30 segundos. También se ha experimentado con la utilización de sensores de nivel de sonido, grabación de audio y sensores GPS aunque estos no figuren en el hardware actual.

## ¿Qué hacer con los datos?
Los datos registrados por la SenseCam pueden descargarse en el escritorio de un PC o portátil mediante la salida USB de la cámara. Esta descarga se suele hacer al final del día o de la semana. La imagen se puede manipular mediante una aplicación de visor de imágenes desarrollado por Microsoft. Este visor ha sido diseñado para ser muy sencillo de utilizar. Es una ventana en la que se muestran imágenes y un VCR simple - un tipo de control que permite reproducir la secuencia de imágenes a velocidades que pueden variar entre 2 imágenes/ segundo(lenta) y alrededor de 10 imágenes/ segundo(velocidad rápida). También podemos pausar, rebobinar o parar la secuencia de imágenes. También es posible eliminar imágenes de la secuencia si están mal enmarcadas o son de mala calidad. Otra de las posibilidades que nos permite este visor es corregir la visión de "ojo de pez" usando un algoritmo que aplica un efecto inverso a la distorsión.
También es posible exportar la secuencia de imágenes de SenseCam a una aplicación más sofisticada como es MyLifeBits. MyLifeBits permite una búsqueda y acceso rápido a la gran cantidad de imágenes que se generan diariamente.

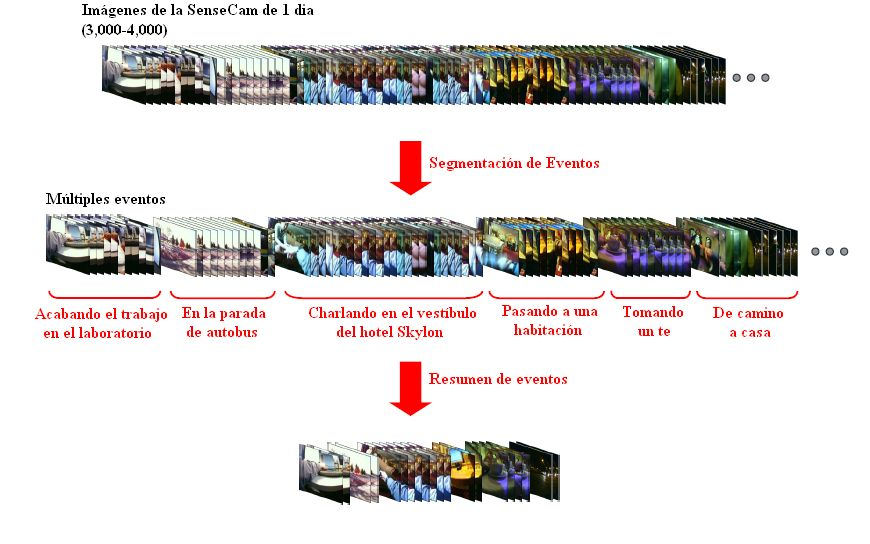
Landmark Images, método de reducción de la secuencia de imágenes creada por la SenseCam).

Los datos de los sensores también pueden ser utilizados a fin de facilitar diversos tipos de análisis automático de una secuencia de imágenes. Un buen ejemplo de esto es ("Landmark Generation Research"), que pretende hacer un resumen, a partir de todas las imágenes registradas, de los hechos más significativos de todo el día o toda la semana. La propuesta que nos ofrece este proyecto se basa a partir de diferentes datos de las imágenes(como la localización de la imagen mediante GPS, la lectura de datos biotérmicos, etc.)poder comparar-las entre ellas para extraer sus similitudes y quedarnos solo con algunas imágenes del mismo acontecimiento, de esta forma se consigue reducir en gran modo la gran cantidad de imágenes capturadas.
Ver ejemplo de secuencia de imágenes generada por una SenseCam

## SenseCam contra el Alzheimer
En el verano del 2004, en el Hospital Addenbrookes en Cambridge, se probó este dispositivo de hardware como complemento a las terapias actuales para pacientes con problemas de memoria a corto plazo causados por la enfermedad, o incluso lesiones cerebrales. El doctor Narinder Kapur señaló que "el proyecto SenseCam podría proporcionar a aquellos pacientes que sufren perdida de memoria la posibilidad de tener un diario visual de sus memorias, y potencialmente, mejorar la calidad de sus vidas".
El estudio se llevó a cabo con una paciente diagnosticada con encefalitis límbica (una infección cerebral que destruyó su memoria autobiográfica) demostró que SenseCam mejoró notablemente su memoria. Viendo las fotografías, la paciente que sólo podía recordar un 2 por ciento de los eventos sucedidos en una semana anterior pudo recapitular un 80 por ciento de eventos 6 semanas después de que los mismos habían sucedido.
Emma Berry, una neuropsicóloga que trabaja como consultora para Microsoft, afirma que SenseCam no sólo puede ayudar a recuperar la memoria mientras el individuo mira las fotografías, sino que además puede llevar a una retención de recuerdos a largo plazo. Si bien SenseCam no aseguraría que un paciente con Alzheimer recupere su memoria, sin duda podría ofrecerles un efecto relajante sobre la ansiedad de no poder recordar su reciente pasado.

## Otras aplicaciones
Además de la utilización de SenseCam como una ayuda para las personas con pérdida de memoria, el dispositivo tiene un gran número de posibles aplicaciones:
- En el 2005, Microsoft proporcionó algunas de las primeras SenseCams a una serie de colaboradores académicos interesados en el área general de "recuerdos digitales". Por ejemplo, el Centro de Procesamiento de Video Digital en la Universidad de Dublín Archivado el 19 de diciembre de 2008 en Wayback Machine.(Irlanda), está trabajando en sistemas que seleccionará automáticamente las imágenes más importantes (de más relevancia)("Landmark Images"), a través de análisis de la gran cantidad de imágenes y otros datos registrados por la SenseCam.
- Actualmente están trabajando con las Universidades de Nottingham y Bath, la BBC, BT Archivado el 17 de febrero de 2021 en Wayback Machine. y dos pequeñas empresas, Blast Theory y ScienceScope como parte de un proyecto llamado Participate. El propósito de "Participate" es la de utilizar esta tecnología en diferentes ámbitos como son la ciencia, la educación, el arte, y la vida de la comunidad. SenseCam se ha utilizado en el aula para que los profesores puedan crear un registro de sus días, en apoyo a diferentes aspectos de la educación, lo que les permitirá analizar su día después. SenseCam también se ha utilizado en un entorno de oficina de apoyo a los estudios de cómo los trabajadores de oficina pasan el día, y, en particular, cómo se las arreglan para trabajar simultáneamente en diferentes tareas.
- Otro de sus usos principales es en el proyecto llevado a cabo por Gordon Bell llamado MyLifeBits. La idea surgió en 1999, como un sistema para evitar la utilización del papel en la oficina y crear así un registro digital casi completo de su experiencia vital. My Life Bits es un software desarrollado por Jim Gemmell y Roger Lueder (investigadores de Microsoft) que registra, clasifica y archiva todo lo que Bell genera: transcripciones de chats, páginas web, registro de sus pulsaciones en el teclado, graba sus llamadas, los videos de sus reuniones, etc.. donde el principal elemento del proyecto es la SenseCam.

También están colaborando con investigadores de todo el mundo para explorar más a fondo aún más usos potenciales para SenseCam, incluyendo:
- Como un dispositivo de grabación para la vigilancia de la ingesta de alimentos, de esta manera permite ayudar a los nutricionistas a ver el tipo, la cantidad y el momento de la alimentación de un paciente.
- Como una herramienta para evaluar los problemas de accesibilidad de los usuarios de sillas de ruedas.
- Como seguimiento de datos fisiológicos para ayudar a los pacientes a entender la secuencia de eventos que precede a un período de intensa ansiedad o la ira.
- Para vigilar las condiciones de iluminación en las escuelas y aprender la forma en que afectan a los estudiantes.
- etc..

## Links de interés
- The Register - Alzheimer's patients to trial MS labs life-blog gadget
- BBC - 'Black box' cam for total recall
- SenseCam bei Microsoft Research
- Microsoft SenseCam
- Jim Gemmell - Sensecam, and its role in MyLifeBits
- Una cámara para combatir el olvido
- Playing with SenseCam
- Landmark Generation from SenseCam Images
- Total Recall By Steven Cherry
- Videos sobre la SenseCam
- Passive Capture and Ensuing Issues for a Personal Lifetime Store
- SenseCam Visual Diaries Generating Memories for life

- Datos: Q3857025
- Multimedia: Microsoft SenseCam / Q3857025